# Albrecht Pallas

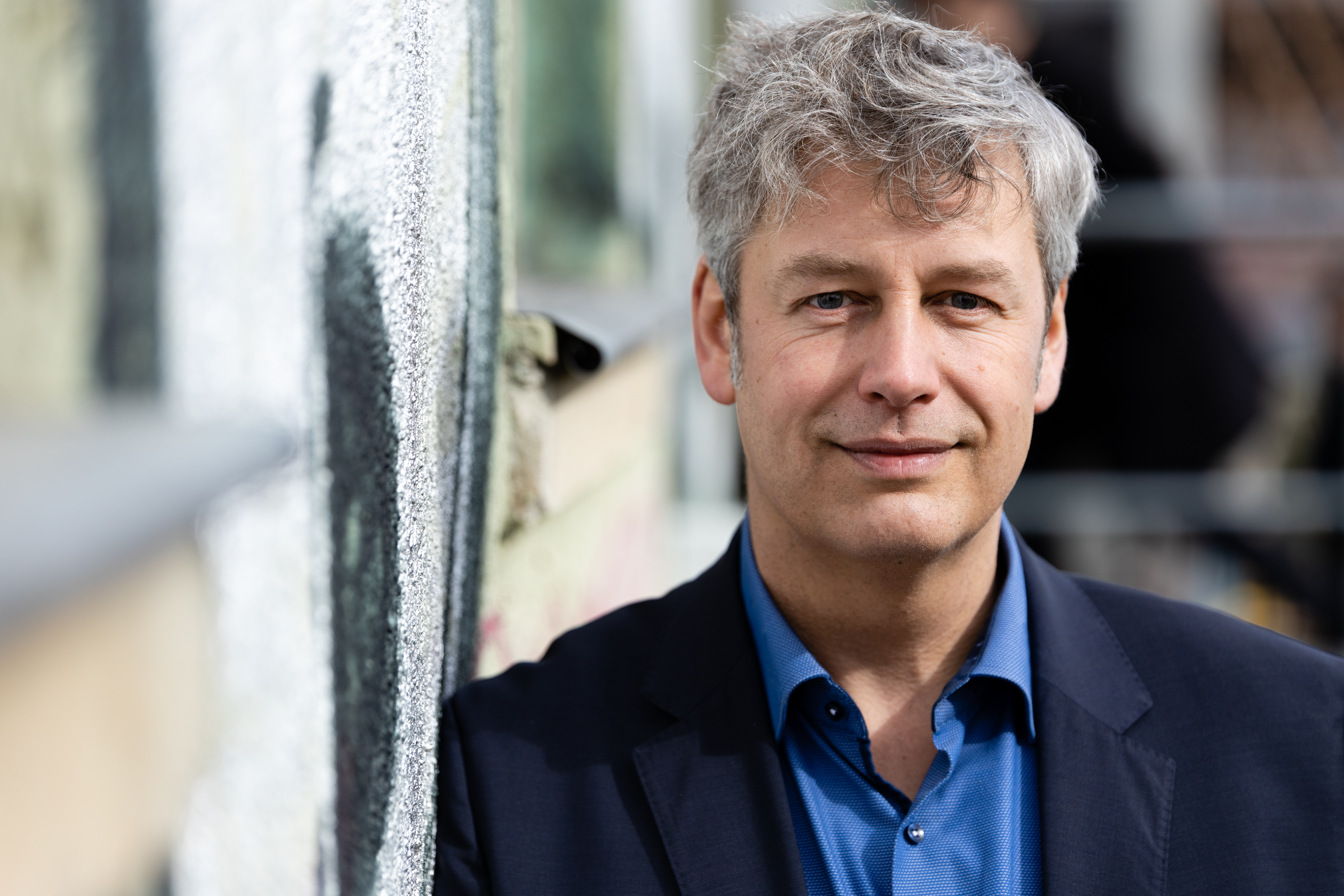
Albrecht Pallas, 2023

Albrecht Pallas (* 17. Februar 1980 in Dresden) ist ein deutscher Politiker (SPD) und seit 2014 Abgeordneter im Sächsischen Landtag. Seit dem 1. Oktober 2024 ist er dessen Vierter Vizepräsident.

## Leben
Nach dem Abitur und der Ausbildung für den mittleren Polizeivollzugsdienst in Kamenz (1998–2001) arbeitete Pallas von 2001 bis 2006 bei der Bereitschaftspolizei Dresden am Dienstort Sebnitz. Anschließend begann Pallas sein Studium für den gehobenen Polizeivollzugsdienst an der Hochschule der Sächsischen Polizei (FH) in Rothenburg/O.L. Nach dem Studium war er als Kriminaloberkommissar in Dresden im Einsatz, zuletzt von 2012 bis 2014 bei der Kriminalpolizeiinspektion Dresden.
Seit 1998 ist er Mitglied der Gewerkschaft der Polizei (GdP) und seit 2018 Kreisvorsitzender des Auto Club Europa Dresden/Oberes Elbtal. Zudem ist er Vorsitzender des Freundeskreises des Herbert-Wehner-Bildungswerks.
Pallas ist verheiratet mit der Soziologin Anne Pallas (* 1977), hat drei Kinder und lebt in Dresden-Plauen.

## Politik
Mitglied der SPD ist Albrecht Pallas seit 2004 – er entschloss sich zu dem Schritt, als die rechtsextreme NPD in den Sächsischen Landtag einzog. Bis 2015 war er Vorsitzender der SPD Dresden-Plauen und von 2009 bis 2015 Stadtrat für den Dresdner Süden. 2014 wurde er erstmals in den Sächsischen Landtag gewählt und verantwortet seither vor allem die Themen Innere Sicherheit sowie Wohnungspolitik. Im September 2019 wurde er erneut in den Sächsischen Landtag gewählt. Im Sächsischen Landtag ist Pallas Mitglied im Ausschuss für Inneres und Sport, im Wahlprüfungsausschuss und im Parlamentarischen Kontrollgremium.
Seit Anfang 2020 ist er Vorsitzender des SPD-Unterbezirks Dresden. Seit September 2022 füllt er das Amt als Co-Vorsitzender gemeinsam mit der Bundestagsabgeordneten Rasha Nasr aus.
Im Dezember 2021 kündigte Pallas an, für die SPD für das Amt des Oberbürgermeisters der Landeshauptstadt Dresden zu kandidieren. Im ersten Wahlgang erreichte er mit 15,2 % der Stimmen den dritten Platz. Im zweiten Wahlgang trat Pallas nicht mehr an und rief zur Unterstützung der Kandidatin Eva Jähnigen (Bündnis 90/Die Grünen) auf.
Zur Landtagswahl am 1. September 2024 trat Pallas im Wahlkreis Dresden 8 (Wahlkreis 47) sowie auf Listenplatz 8 der Landesliste der SPD Sachsen an. Er erzielte dabei einen Direktstimmenanteil von 12,6 Prozent, was den vierthöchsten Direktstimmenanteil im Wahlkreis darstellte (nach CDU, AfD und Bündnisgrünen); der Listenstimmenanteil für die SPD im Wahlkreis betrug 12,9 Prozent. Über die Landesliste zog Pallas erneut in den Sächsischen Landtag ein. In der konstituierenden Sitzung des 8. Sächsischen Landtags wurde er im dritten Wahlgang mit 60 Stimmen zum Vierten Vizepräsidenten gewählt.

## Politische Positionen
Pallas hat sich gegen die unter der Regierung von Stanislaw Tillich von CDU und FDP geplante Streichung des Weihnachtsgelds im Jahr 2011 für die sächsischen Beamten eingesetzt. 2016 haben sie eine Nachzahlung in Höhe von 200 Millionen Euro erhalten. Im Rahmen der Diskussion um zusätzliche Polizeistellen im Jahr 2018 kritisierte Pallas die geplanten 1.000 zusätzlichen Stellen als nicht ausreichend und setzte in den anschließenden Haushaltsverhandlungen für einen dauerhaften Einstellungskorridor von 700 Stellen ein. Als innenpolitischer Sprecher der SPD-Landtagsfraktion wirkte er an der Neufassung des Sächsischen Polizeigesetzes mit. Er sprach sich gegen eine Ausweitung der Quellen-Telekommunikationsüberwachung aus, die schließlich auch keine Aufnahme im Gesetz fand. Sein Bestreben, eine Kennzeichnungspflicht für Polizisten durchzusetzen, scheiterte jedoch am Koalitionspartner CDU. Diese konnte erst 2019 mit dem Koalitionsvertrag von CDU, BÜNDNIS 90/DIE GRÜNEN und SPD vereinbart werden.